# ジャニーズナインショー
『ジャニーズナインショー』は、1965年10月30日から1966年4月16日まで日本テレビ系列局で放送されていた日本テレビ製作の音楽バラエティ番組である。プラチナ萬年筆の一社提供。放送時間は毎週土曜 21:00 - 21:30 （日本標準時）。
番組は半年で金曜19:00枠へ移動し、同時に『ジャニーズセブンショー』と改題した。

## 出演者
全員ジャニーズのメンバー。
- 真家ひろみ
- 飯野おさみ
- 中谷良
- 青井輝彦（後のあおい輝彦）

| 日本テレビ系列 土曜21:00枠                      | 日本テレビ系列 土曜21:00枠                                             | 日本テレビ系列 土曜21:00枠                                            |
| 前番組                                          | 番組名                                                                 | 次番組                                                                |
| ----------------------------------------------- | ---------------------------------------------------------------------- | --------------------------------------------------------------------- |
| プロ野球ナイター中継 ↓ 土曜映画劇場 ※つなぎ番組 | ジャニーズナインショー （1965年10月30日 - 1966年4月16日）              | 男と女のいるかぎり （1966年4月23日 - 1966年9月24日）                  |
| 日本テレビ系列 プラチナ萬年筆一社提供枠         |                                                                        |                                                                       |
| -                                               | ジャニーズナインショー （1965年10月30日 - 1966年4月16日） ※土曜21:00枠 | ジャニーズセブンショー （1966年4月22日 - 1966年9月30日） ※金曜19:00枠 |

| スタブアイコン | サブスタブ | この項目は、まだ閲覧者の調べものの参照としては役立たない、テレビ番組に関連した書きかけの項目です。この項目を加筆・訂正などしてくださる協力者を求めています（P:テレビ/PJ:放送または配信の番組）。 |